# Carmine Castellano
Carmine Castellano (Sorrento, 7 marzo 1937) è un dirigente sportivo italiano, direttore unico del Giro d'Italia dal 1993 al 2003.
Dopo aver esercitato per 20 anni la libera professione di avvocato, conobbe il patron storico del Giro d'Italia, Vincenzo Torriani, nel 1974. La collaborazione dal 1975 al 1977 si limitò alla sola logistica per le tappe del Sud Italia, tuttavia Castellano si trasferì in seguito a Milano, dando un grande contributo all'organizzazione della corsa rosa dal 1982 al 1988.
In seguito alle condizioni di salute di Torriani, che pur rimase in carica fino al 1992, Castellano si occupò in prima persona di tutta l'organizzazione dei Giri a partire dal 1989, assumendo la carica di direttore unico nel 1993 e mantenendola fino all'edizione del 2005, anche se la direzione della Società Organizzatrice era passata ad Angelo Zomegnan nel settembre del 2004.
A Castellano si devono l'introduzione di salite come il Passo del Mortirolo e l'inserimento, dopo molti anni, di una strada sterrata nel percorso del Giro d'Italia 2005  (il Colle delle Finestre).
Qualche anno dopo, invitato a l'Eroica, cicloturistica d'epoca su strade bianche che si svolge a Gaiole in Chianti in provincia di Siena, dichiarò di aver preso spunto da questo evento e dal successo mediatico che riscuoteva per l'inserimento del Colle delle Finestre.
Da gennaio del 2013 è nominato Presidente Onorario del Comitato Regionale Campano della F.C.I.